# ایستگاه راه‌آهن مرکزی هانوفر
ایستگاه راه‌آهن مرکزی هانوفر (انگلیسی: Hannover Hauptbahnhof) ایستگاه اصلی راه‌آهن در شهر هانوفر، آلمان است.
ساختمان اولیه این ایستگاه در سال ۱۸۴۳ ساخته شده اما در سال ۱۸۷۹ ساختمان جدیدی برای ایستگاه طراحی و ساخته شد. ایستگاه هانوفر به راه‌آهن سراسری آلمان و اس-بان هانوفر متصل است.

## نگارخانه

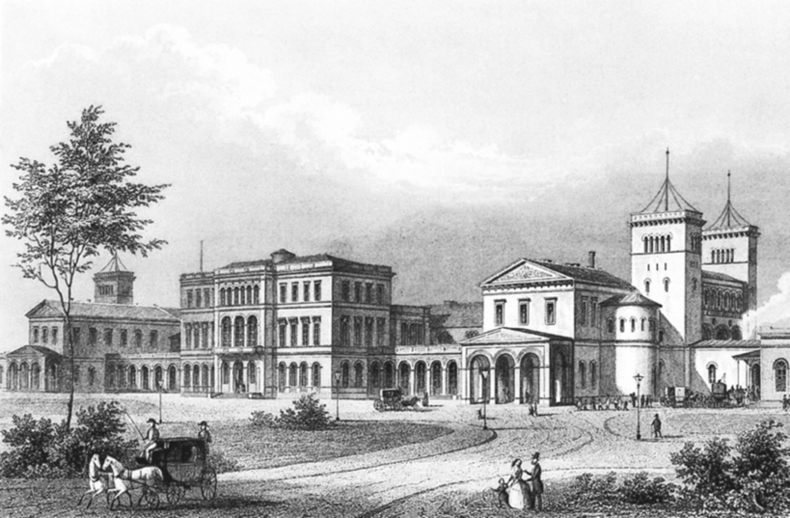
ایستگاه در سال ۱۸۵۰
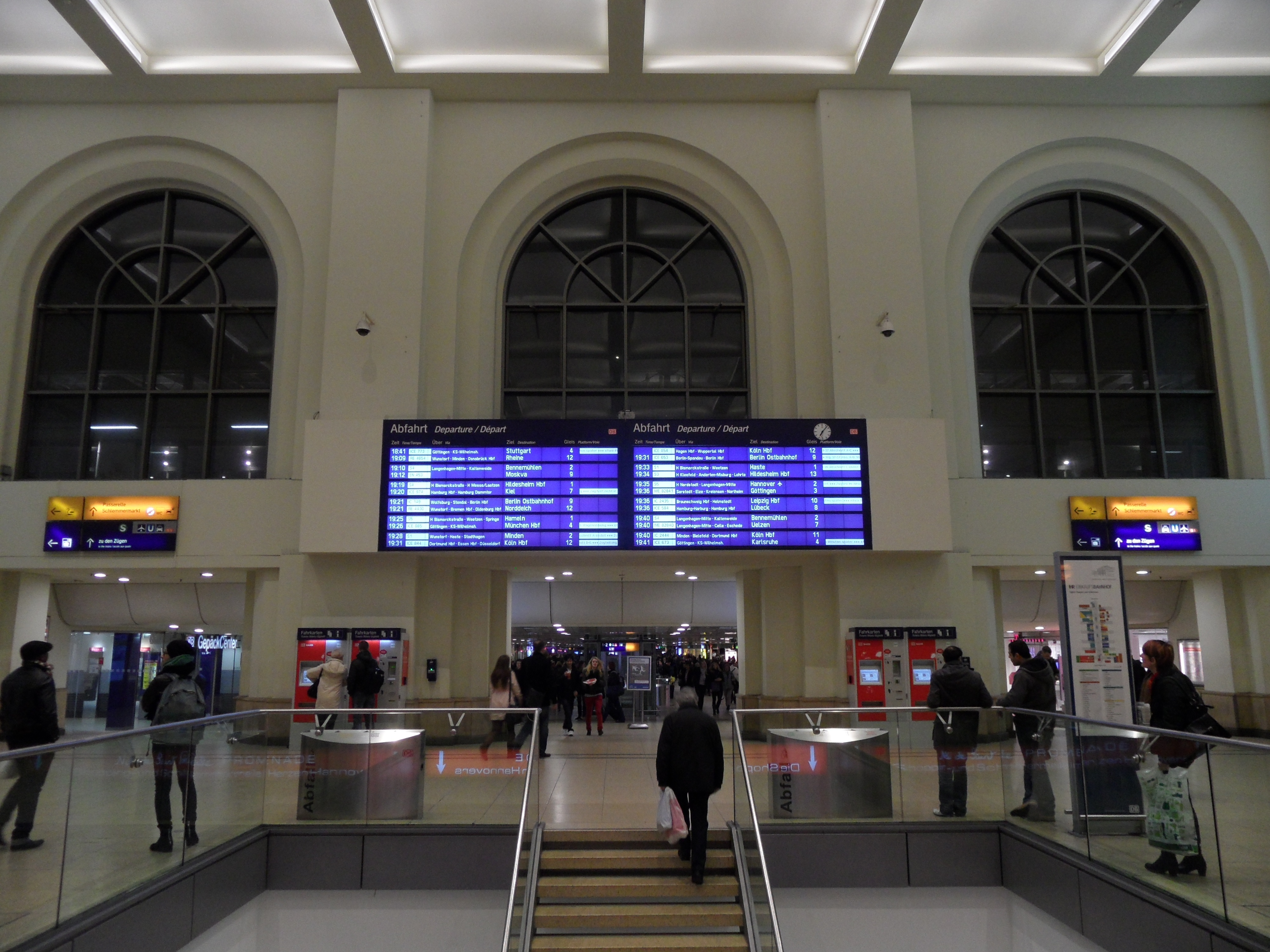
داخل ایستگاه
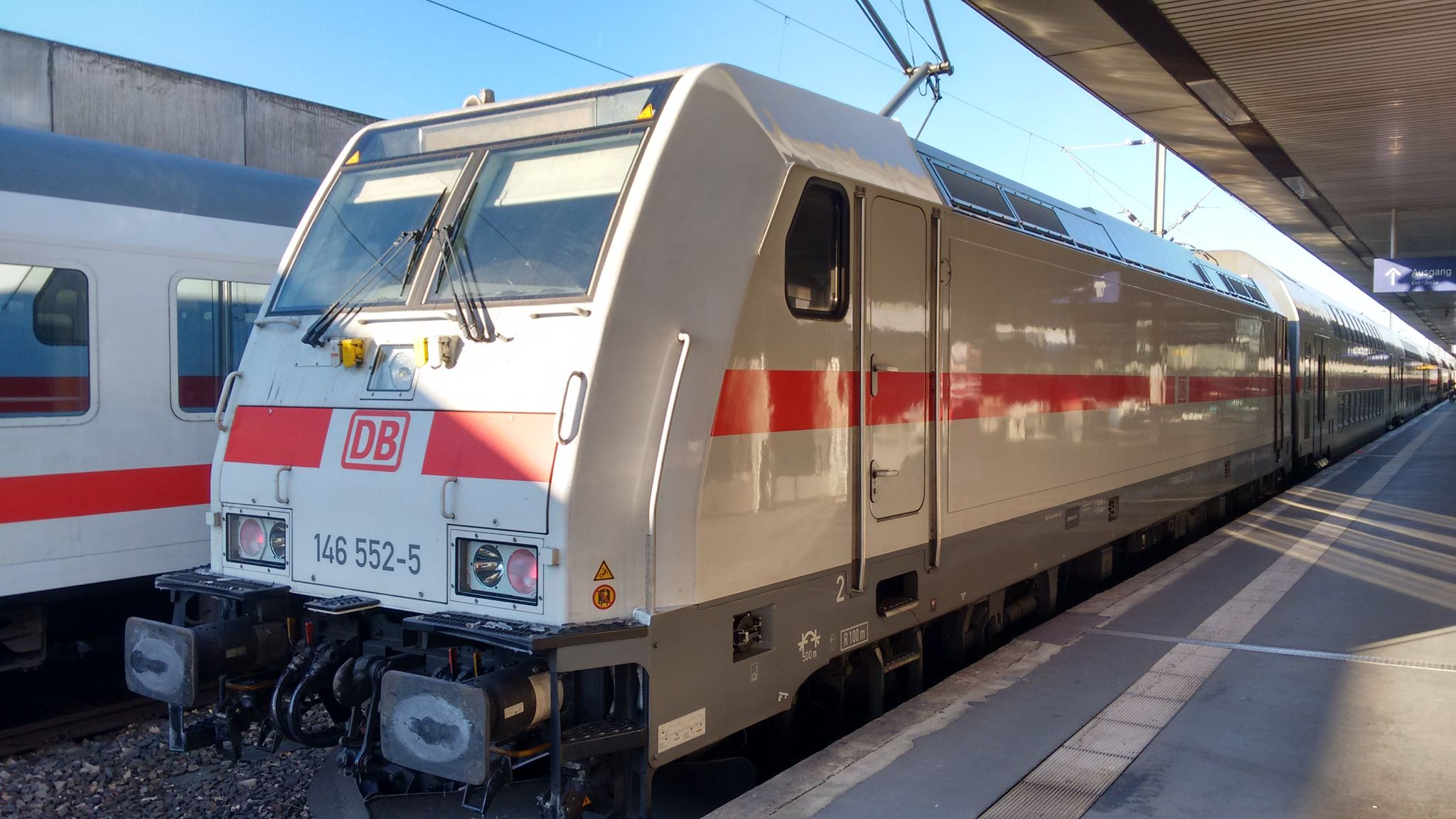
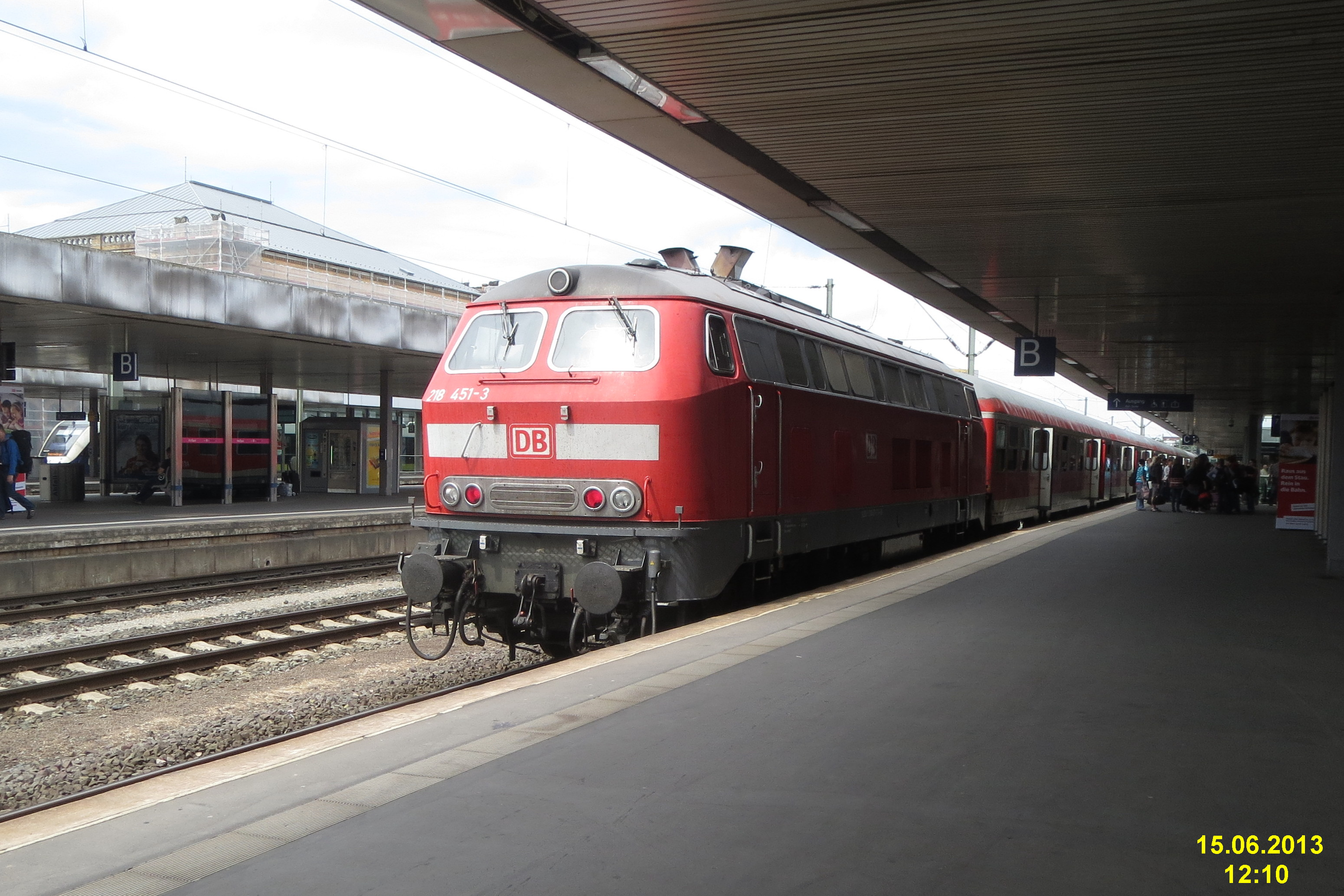